# Talking Timbuktu
Talking Timbuktu è un album di Ry Cooder e del musicista africano Ali Farka Touré, pubblicato dalla Hannibal Records nel 1994.Il disco fu registrato nel settembre del 1993 all'"Ocean Way Recording Studio" di Los Angeles, California (Stati Uniti).

## Tracce
1. Bonde (Peul) – 5:28 (Ali Farka Touré)
2. Soukora (Bambara) – 6:05 (Ali Farka Touré)
3. Gomni (Songhai) – 7:00 (Ali Farka Touré)
4. Sega (Peul) – 3:10 (Ali Farka Touré)
5. Amandrai (Tamasheck) – 9:23 (Ali Farka Touré)
6. Lasidan (Bambara) – 6:06 (Ali Farka Touré)
7. Keito (Songhai) – 5:42 (Ali Farka Touré)
8. Banga (Songhai) – 2:32 (Ali Farka Touré)
9. Ai Du (Songhai) – 7:09 (Ali Farka Touré)
10. Diaraby (Bambara) – 7:26 (Brano tradizionale)

## Musicisti
- Ry Cooder
  - cümbüş (brano 1)
  - mandoguitar elettrica, chitarra acustica (brano : 2)
  - chitarra elettrica, mbira (brano : 3)
  - chitarra slide (brano : 5)
  - chitarra elettrica (brano : 6)
  - tamboura (brano : 7)
  - chitarra slide, mandolino (brano : 9)
  - chitarra elettrica, basso, marimba, accordion (brano : 10)
- Ali Farka Touré
  - voce, chitarra elettrica, banjo a sei corde (brano : 1)
  - voce, chitarra elettrica, percussioni (brano : 2)
  - voce, chitarra acustica (brani : 3, 6, 9 & 10)
  - fiddle (brani : 4 & 8)
  - voce, chitarra elettrica (brani : 5 & 7)
  - arrangiamenti (brano : 10)
- Clarence Gatemouth Brown
  - chitarra elettrica (brano : 6)
  - viola (brano : 9)
- John Patitucci
  - basso acustico (brano : 5)
  - chitarra basso (brani : 6 & 9)
- Jim Keltner - batteria (brani : 5, 6 & 9)
- Hamma Sankare 
  - calabash, voce (brani : 1, 2, 4, 5, 6, 8 & 9)
  - calabash, coro (brani : 3, 7 & 10)
- Oumar Toure
  - congas, coro (brani : 1, 2, 7 & 10)
  - bongos, coro (brani : 3 & 9)
  - congas (brani : 4, 5, 6 & 8)